# وحید جلیلی
وحید جلیلی (زادهٔ ۱۳۵۲) کنشگر، روزنامه‌نگار و منتقد فرهنگی و هنری است. او قائم‌مقام رئیس سازمان صداوسیما در امور فرهنگی است و نیز از اعضای جبهه پایداری و از چهره‌های شاخص نسل جدید محافظه‌کاران در جمهوری اسلامی ایران و از چهره‌های نزدیک به سپاه پاسداران محسوب می‌شود. او برادر کوچکِ سعید جلیلی است.

## زندگی و کار
وحید جلیلی در سال ۱۳۵۲ در مشهد به دنیا آمد. جلیلی، کارشناسی ارشد معارف اسلامی و اقتصاد دانشگاه امام صادق را دریافت کرده است. او در سال ۱۳۷۵ وارد مجله نیستان شد و با سیدمهدی شجاعی همکاری کرد. جلیلی سردبیر روزنامه ابرار، سردبیر مجلات سوره و مدیرمسئول نشریه راه بوده است. او در سال‌های ۱۳۸۵، ۱۳۸۶ و ۱۳۸۷ مقام اول را در جشنواره مطبوعات در زمینه سرمقاله نویسی به دست آورد. او در سال ۱۳۸۵ به دلیل اختلاف با مدیریت حوزه هنری از این مجموعه اخراج شد و «دفتر مطالعات جبهه فرهنگی انقلاب اسلامی» را پایه‌گذاری کرد.

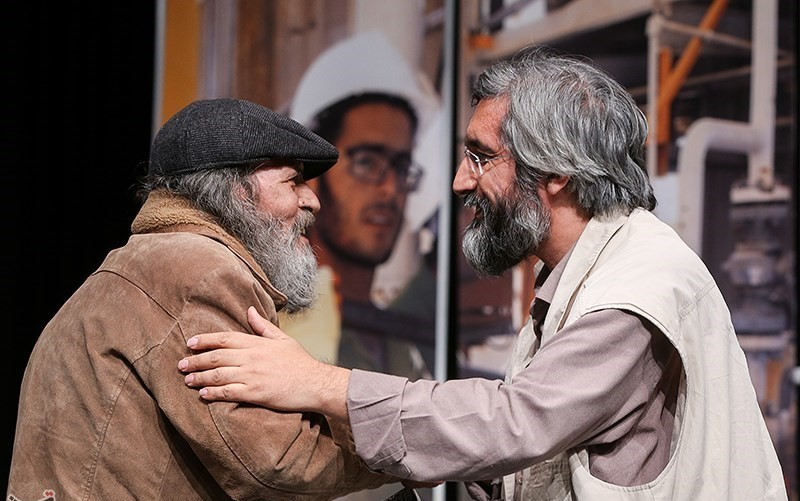
جلیلی و امرالله احمدجو در جشنواره فیلم عمار (۱۳۹۶)

از مسئولیت‌های دیگر او معاون فرهنگی شهرداری مشهد، مدیر دفتر مطالعات جبهه فرهنگی انقلاب اسلامی و دبیر و رئیس شورای سیاست گذاری و از بنیانگذاران جشنواره فیلم عمار و عضو شورای مرکزی قرارگاه عماربوده است. جلیلی از جمله نزدیکان میثم نیلی است.

## دیدگاه‌ها

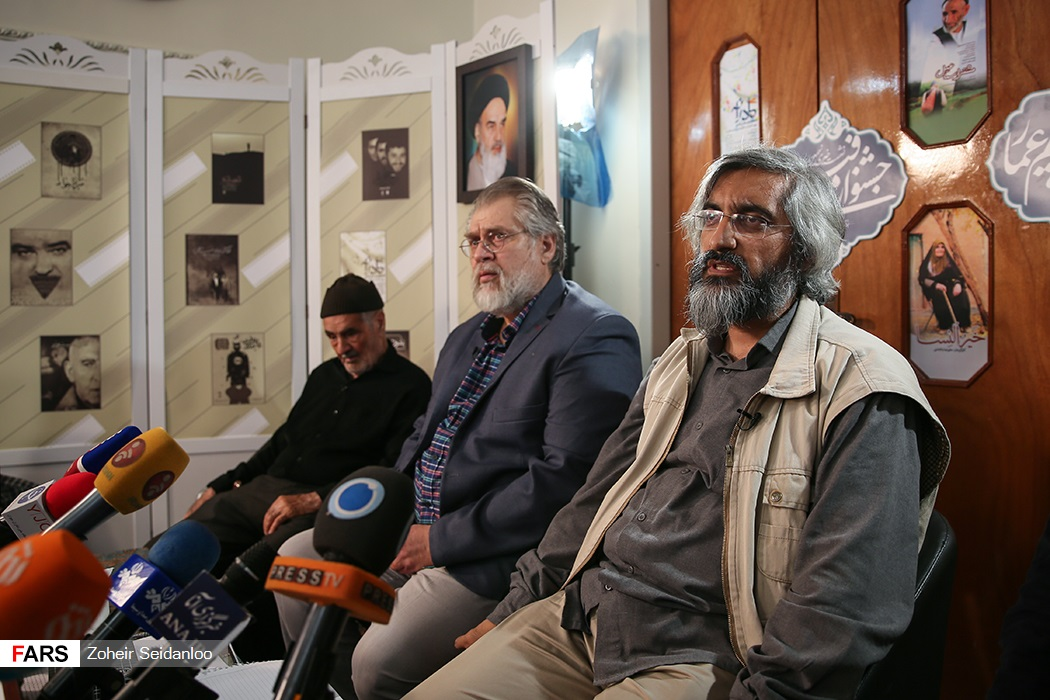
جلیلی و نادر طالب‌زاده در تورقوزآباد (۱۳۹۷)

جلیلی انتقادات شدیدی را نسبت به بخش مسلط اصول گرایان مطرح کرده و با متهم کردن آنان به رفتار قبیله‌ای جمنا را ترکیبی از «مخلص‌ها و قالتاق» خوانده و پیشنهاد داد که اصولگرایان با «ویروس‌زدایی از تفکر انقلابی» پاکسازی شوند. او در زمینه فرهنگ معتقد به مدیریت دستوری است و کار فعالیت‌های فرهنگی را تبلیغ گفتمان نظام و توسعه نفوذ ولایت فقیه دانسته است.
در سال ۲۰۱۹ جلیلی که خود از جمله چهره‌های مؤثر در شبکه افق بود،   انتقادهای شدیدی را متوجه صدا و سیما و نسل پیرتر محافظه‌کاران کرد. از جمله حسین محمدی، از اعضای دفتر رهبر ایران، را مورد انتقاد قرار داد و «گروه مافیایی حاکم» را به فساد متهم کرد و گفت آنها نتوانسته‌اند خواسته‌های رهبر جمهوری اسلامی ایران را محقق کنند. در یک سخنرانی در مشهد، او سریال بوی باران را ساخته «شبکه نفوذ» دانست. او افرادی چون محمدی، مرتضی میرباقری، عزت‌الله ضرغامی و علی‌عسگری، را باند «بچه‌های نازی‌آباد و خانی‌آباد» خواند که کنترل همه امور پیدا و پنهان سازمان صدا و سیما را بر عهده دارند و این افراد را به ابن ملجم تشبیه کرد.کسانی چون حسین صفارهرندی، مهدی محمدی و یاسر جبرائیلی از حسین محمدی در برابر انتقادهای جلیلی دفاع کردند و نیروهای سپاه نیز جانب جلیلی را گرفتند. جلیلی پیش از بیان این انتقادات در جلسه ای با علی عسگری رئیس وقت سازمان صدا و سیما، خواهان سپرده شدن ساخت فیلم و سریال به نیروهای جوان انقلابی شده بود که در آن او این افراد را مناسب ساخت مستند ولی نه فیلم و سریال دانست و این جلسه به نتیجه‌ای نرسید. در دسامبر ۲۰۲۱، جبلی رئیس جدید سازمان صدا و سیما، جلیلی را به عنوان قائم مقام خود در امور فرهنگی و دبیر ستاد تحول رسانه ملی منصوب کرد. مخالفت جلیلی از جمله دلایل حذف سروش صحت از مجری‌گری برنامه کتاب‌باز عنوان شده است.